# 三角関係

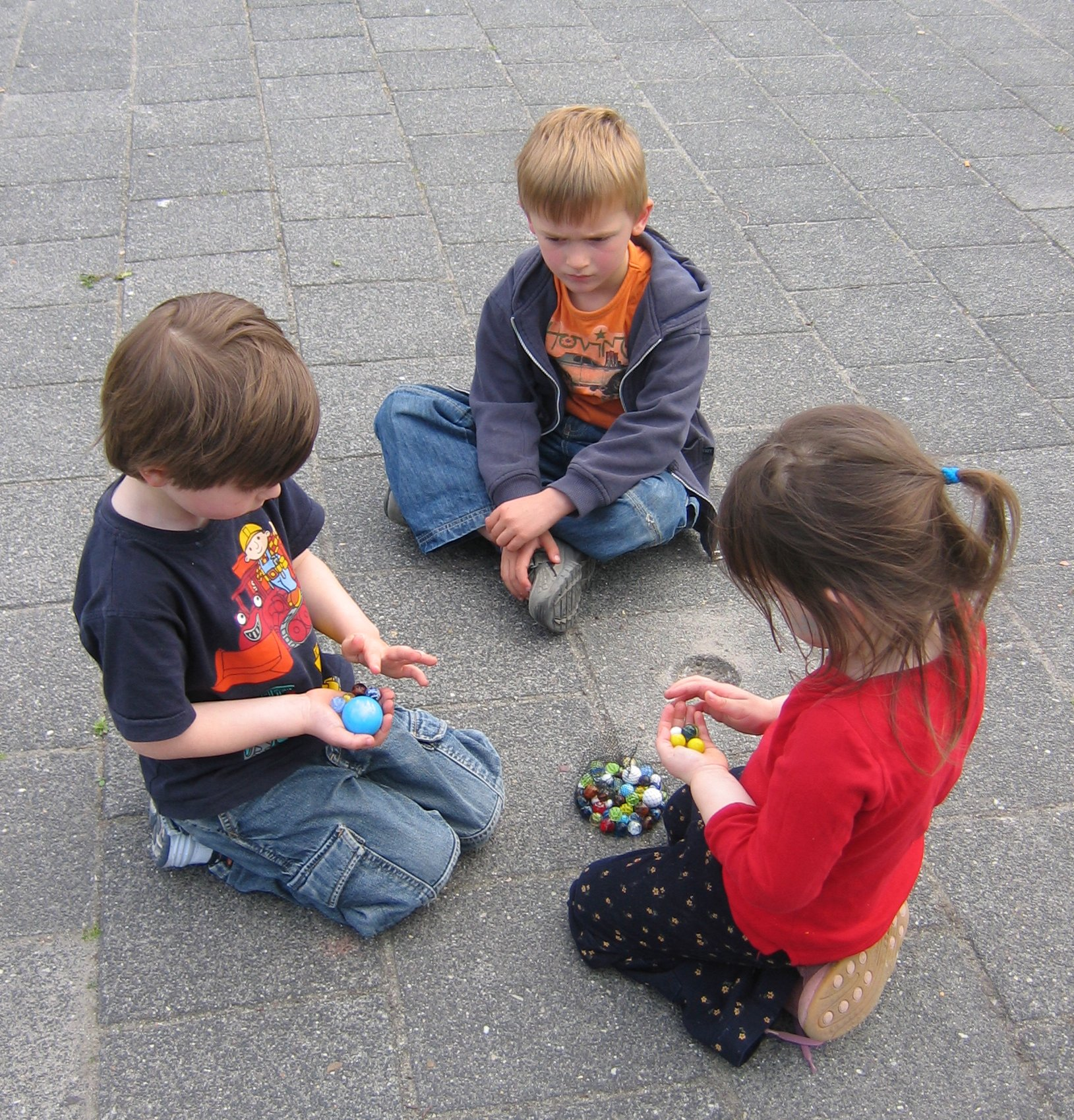
ビー玉で遊ぶ女子と男子、そしてそれを見つめるだけの男子

三角関係（さんかくかんけい）は、三人の人間が同時に恋愛関係に陥った状況、人間関係をいう。

## 概要
恋愛関係は、婚姻関係の前段階であると考えられることが近年では一般化している。そのため、一夫一妻制の制度下では恋愛も1対1であることがごく自然なことと理解されている。一方で恋愛感情は変化しやすい側面を持つと同時に、恋愛におけるモラルは個々の解釈によって異なるため、三角関係と呼ばれる恋愛関係が生じる。
ある人物が同時に二人の人物と恋愛関係になることを「二股」あるいは「二股をかけている」などと呼び、これを三者共が認識したときに三角関係となる。婚姻関係が成立した後は「浮気」や「不倫」などと言う別称でも呼ばれる。

## 関係の破綻
恋愛・婚姻における人間関係は、愛情や信頼に大きく左右される。そのため三角関係はパートナーの裏切りととられることが少なくない。実際問題として三角関係が生じた場合は恋愛関係の大きな分岐点になることは少なくなく、婚姻関係においては破綻することも珍しくはない。男女とも離婚の原因の上位3位に「異性関係」が入っている。

## 創作における扱い

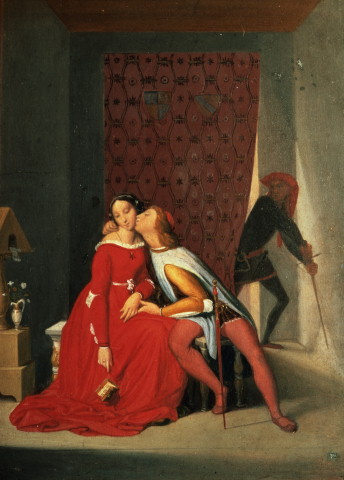
ドミニク・アングル画「Gianciotto Discovers Paolo and Francesca」。弟パオロと妻フランチェスカが口づけする様をジャンチオットが見つける場面。『神曲』より。

こうした恋愛関係はごく日常的に起こりうる可能性を秘めているため古来より文学や映画、小説などで描写されることが多い。近年でも多くのテレビドラマや漫画で頻繁に取り上げられる一般的なモチーフで、特に映画ではロマンティック・コメディというひとつのジャンルになっている。漫画にも男女の恋愛をモチーフとしたラブコメというジャンルが形成されており、その系統の作品においては三角関係を超えたより多数との恋愛関係も描写されることがある。